# Discographie d'Aly & AJ
 (mars 2010).
Si vous disposez d'ouvrages ou d'articles de référence ou si vous connaissez des sites web de qualité traitant du thème abordé ici, merci de compléter l'article en donnant les références utiles à sa vérifiabilité et en les liant à la section « Notes et références ».
C'est la discographie officielle d'Aly & AJ, un groupe de chanteuses et auteurs-compositrices-interprètes américaine de teen pop, rock alternatif, dance-pop et electropop. Elles ont signé avec le label Hollywood Records, ce qui inclut trois albums studio, 12 singles, 9 vidéos et 1 DVD.

## Albums
| Année | Album | Classements positions, | Classements positions, | Certifications                                                        |
| Année | Album | U.S.                   | UK                     | Certifications                                                        |
| ----- | --- | ---------------------- | ---------------------- | --------------------------------------------------------------------- |
| 2005  | Into the Rush - 1er album studio - Sortie : 16 août 2005 - Deluxe Edition : 8 août 2006 - Formats : CD, digital download                          | 36                     | —                      | - Ventes États-Unis : 1 000 000 - Ventes : 3 000 000 - RIAA : Platine |
| 2006  | Acoustic Hearts of Winter - Album de vacances - Sortie : 26 septembre, 2006 - Formats : CD, digital download                                      | 78                     | —                      | - Ventes États-Unis : 400 000 - Ventes : 800 000                      |
| 2007  | Insomniatic - 2e album studio - Sortie : 10 juillet 2007 - Deluxe Edition : 5 mars 2008 (Japon) - Formats : CD, digital download                  | 15                     | 72                     | - Ventes États-Unis : 850 000 - Ventes : 2 000 000 - RIAA : Or        |
| 2017  | Ten Years - 1re EP studio - Sortie : 17 novembre 2017 - Formats : CD, LP ,digital download                                                        | -                      | -                      | - Ventes États-Unis : 50 000 - Ventes : 65 000                        |
| 2019  | Sanctuary - 2e EP studio - Sortie : 10 mai 2019 - Formats : CD, LP ,digital download                                                              | -                      | -                      |                                                                       |
| 2021  | A Touch of the Beat Gets You Up on Your Feet Gets You Out and Then Into the Sun - 3e album studio - Sortie : - Formats : CD, LP ,digital download | -                      | -                      |                                                                       |

## Singles
| Année | Titre                            | Classements positions | Classements positions | Classements positions | Classements positions | Classements positions | Classements positions | Classements positions | Classements positions | Classements positions | Album                                                                           |
| Année | Titre                            | U.S. Hot              | U.S. Pop              | U.S. Digi             | CAN                   | ARC                   | UK                    | IE                    | NOR                   | AUS                   | Album                                                                           |
| ----- | -------------------------------- | --------------------- | --------------------- | --------------------- | --------------------- | --------------------- | --------------------- | --------------------- | --------------------- | --------------------- | ------------------------------------------------------------------------------- |
| 2005  | "Rush"                           | 59                    | 44                    | 24                    | —                     | 35                    | —                     | —                     | —                     | —                     | Into the Rush'                                                                  |
| 2006  | "Chemicals React"                | 50                    | 36                    | 18                    | —                     | —                     | —                     | —                     | —                     | —                     | Into the Rush (Deluxe Edition)                                                  |
| 2006  | "Greatest Time of Year"          | 96                    | 72                    | 67                    | —                     | —                     | —                     | —                     | —                     | —                     | Acoustic Hearts of Winter                                                       |
| 2007  | "Potential Breakup Song" 1       | 17                    | 19                    | 8                     | 72                    | 34                    | 22                    | 16                    | 18                    | —                     | Insomniatic                                                                     |
| 2008  | "Like Whoa"                      | 63                    | 47                    | 23                    | 66                    | —                     | —                     | —                     | —                     | 92                    | Insomniatic                                                                     |
| 2013  | "Hothouse"                       | —                     | —                     | —                     | —                     | —                     | —                     | —                     | —                     | —                     |                                                                                 |
| 2017  | "Take Me"                        | —                     | —                     | —                     | —                     | —                     | —                     | —                     | —                     | —                     | Ten Years                                                                       |
| 2017  | "I Know"                         | —                     | —                     | —                     | —                     | —                     | —                     | —                     | —                     | —                     | Ten Years                                                                       |
| 2018  | "Good Love"                      | —                     | —                     | —                     | —                     | —                     | —                     | —                     | —                     | —                     | Ten Years                                                                       |
| 2019  | "Church"                         | —                     | —                     | —                     | —                     | —                     | —                     | —                     | —                     | —                     | Sanctuary                                                                       |
| 2019  | "Don't Go Changing"              | —                     | —                     | —                     | —                     | —                     | —                     | —                     | —                     | —                     | Sanctuary                                                                       |
| 2020  | "Attack of Panic"                | —                     | —                     | —                     | —                     | —                     | —                     | —                     | —                     | —                     | TBA                                                                             |
| 2020  | "Joan of Arc on the Dance Floor" | —                     | —                     | —                     | —                     | —                     | —                     | —                     | —                     | —                     | TBA                                                                             |
| 2020  | Slow Dancing                     | —                     | —                     | —                     | —                     | —                     | —                     | —                     | —                     | —                     | A Touch of the Beat Gets You Up on Your Feet Gets You Out and Then Into the Sun |
| 2021  | "Listen!!!"                      | —                     | —                     | —                     | —                     | —                     | —                     | —                     | —                     | —                     | A Touch of the Beat Gets You Up on Your Feet Gets You Out and Then Into the Sun |
| 2021  | "Pretty Places"                  | —                     | —                     | —                     | —                     | —                     | —                     | —                     | —                     | —                     | A Touch of the Beat Gets You Up on Your Feet Gets You Out and Then Into the Sun |

### Singles certifications
- "Rush"

 États-Unis certification :  Or
- "Chemicals React"

 États-Unis certification :  Or
- "Potential Breakup Song"

 États-Unis certification :  Platine
- "Like Whoa"

 États-Unis certification :  Platine

## Autres singles
| Année | Titre                         | Classements positions | Classements positions | Classements positions | Album                          |
| Année | Titre                         | U.S. Hot              | U.S. Sales            | U.S. Christian        | Album                          |
| ----- | ----------------------------- | --------------------- | --------------------- | --------------------- | ------------------------------ |
| 2005  | "Do You Believe in Magic" 2,3 | —                     | 2                     | —                     | Into the Rush                  |
| 2005  | "No One" 2                    | —                     | —                     | —                     | Into the Rush                  |
| 2005  | "Walking on Sunshine" 2       | —                     | —                     | —                     | Into the Rush                  |
| 2006  | "Never Far Behind" 4          | —                     | —                     | 28                    | Into the Rush (Deluxe Edition) |
| 2006  | "On the Ride" 2,3             | —                     | —                     | —                     | Into the Rush                  |
| 2006  | "Shine" 4                     | —                     | —                     | —                     | Into the Rush (Deluxe Edition) |
| 2007  | "Something More" 2            | —                     | —                     | —                     | Into the Rush (Deluxe Edition) |

### Autres chansons
- 2005 : "Zip a Dee Doo Dah" - DisneyMania 3
- 2005 : "Jingle Bell Rock" - Radio Disney Jingle Jams 1 & 2
- 2006 : "Rush" (Remix) - Girl Next
- 2007 : "Black Horse and the Cherry Tree - Recorded exclusively to Yahoo! Music in acoustic. Cover - originally performed by KT Tunstall
- 2008 : "We're an American Band" - Randy Jackson's Music Club, Vol. 1 (iTunes, Wal-Mart bonus track)

## DVD
- 2006 : On the Ride Concert

## Vidéos
| Année | Titre                            | Directeur                       |
| ----- | -------------------------------- | ------------------------------- |
| 2005  | "Do You Believe in Magic"        | —                               |
| 2005  | "No One"                         | —                               |
| 2005  | "Walking on Sunshine"            | —                               |
| 2006  | "Rush"                           | Marc Webb                       |
| 2006  | "On the Ride"                    | —                               |
| 2006  | "Chemicals React"                | Chris Applebaum                 |
| 2006  | "Greatest Time of Year"          | Declan Whitebloom               |
| 2007  | "Potential Breakup Song"         | Chris Applebaum                 |
| 2007  | "Like Whoa"                      | Scott Speer                     |
| 2013  | "Hothouse"                       | Stephen Ringer                  |
| 2017  | "Take Me"                        | Alex Ross Perry                 |
| 2019  | "Church"                         | Alex Ross Perry                 |
| 2019  | "Don't Go Changing"              | Alex Ross Perry                 |
| 2019  | "Star Maps"                      | Amanda Crew                     |
| 2020  | "Attack of Panic"                | Stephen Ringer                  |
| 2020  | "Joan of Arc on the Dance Floor" | Aly Michalka & Stephen Ringer   |
| 2020  | "Slow Dancing"                   | Stephen Ringer                  |
| 2021  | "Listen!!!"                      | Susanna Howe                    |
| 2021  | "Pretty Places"                  | Michelle Laine & Stephen Ringer |

## Tournées
- 2005 : The Cheetah Girls Cheetah-licious Christmas Tour
- 2005 : Mini Mall tour
- 2006 : Living Room Tour
- 2006 : Holiday Season Tour
- 2007 : Jingle Jam Tour
- 2008 : Best of Both Worlds Tour
- 2008 : Mini Summer Tour
- 2018 : Promises Tour
- 2019 : Sanctuary Tour